# Dixon (Iowa)
Dixon es una ciudad situada en el condado de Scott, en el estado de Iowa, Estados Unidos. Según el censo de 2010 tenía una población de 247 habitantes.

## Geografía
Según la Oficina del Censo de los Estados Unidos, la localidad tiene un área total de 0,38 km², la totalidad de los cuales 0,38 km² corresponden a tierra firme.

## Demografía
Según el censo de 2010, había 247 personas residiendo en la localidad. La densidad de población era de 650 hab./km². Había 104 viviendas con una densidad media de 273,68 viviendas/km². El 96,76% de los habitantes eran blancos, el 1,21% afroamericanos, el 0,81% amerindios, y el 1,21% pertenecía a dos o más razas. El 0,4% de la población eran hispanos o latinos de cualquier raza.